# Воин радуги (фильм, 1993)
«Во́ин ра́дуги» (англ. The Rainbow Warrior) — фильм Майкла Тачнера о гибели Rainbow Warrior, корабля природоохранной организации Гринпис. Основан на реальных событиях.

## Сюжет
Rainbow Warrior, корабль Гринпис, миссия которого — протест против ядерных испытаний Франции в акватории Тихого океана, подорван во время стоянки в порту Окленда в 1984 году. Питер Уиллкокс, активист Гринпис, и Алан Гэлбрейт, верный своим принципам сотрудник полиции, объединяются, чтобы установить виновника трагедии.

## В ролях
- Джон Войт — Питер Уиллкокс
- Сэм Нилл — Алан Гэлбрейт
- Бруно Лоуренс — Терри Бэтчелор
- Керри Фокс — Андреа Джойс
- Джон Каллин — Дэвид Лонги
- Питер Хэмблтон — Мори Уитхэм
- Люси Лоулесс — Джейн Редмонд